# Karl Bröger
Karl Bröger, född 10 mars 1886 i Nürnberg, död 4 maj 1944 i Erlangen, var en tysk proletärförfattare ur första världskrigets krigsgeneration.
I Brögers författarskap ingår till exempel diktsamlingarna Kamerad, als wir marschiert (1916), Soldaten der Erde (1918), den självbiografiska romanen Der Held im Schatten (1920) och det egenartade, stämningsrika skådespelet Tod an der Wolga om hungersnöden i det sammanfallande Kejsardömet Ryssland. På svenska gav Tidens förlag ut romanen Bunkern 17 (i översättning av Stellan Arvidson), samma år som den kom på originalspråk, 1929.